# تشارلز هوفمان (كاتب)
تشارلز هوفمان (بالإنجليزية: Charles Hoffman)‏ هو منتج أفلام وكاتب سيناريو أمريكي، ولد في 28 سبتمبر 1911 في سان فرانسيسكو في الولايات المتحدة، وتوفي في 8 أبريل 1972 في لوس أنجلوس في الولايات المتحدة.

## وصلات خارجية
- تشارلز هوفمان على موقع IMDb (الإنجليزية)
- تشارلز هوفمان على موقع قاعدة بيانات الفيلم (الإنجليزية)